# Liste der brasilianischen Botschafter in Österreich
Die Brasilianische Botschaft in Wien hatte folgende Missionschefs:

## Missionschefs
| Ernannt       | Name                                       | Bemerkungen | Mensagem Senado Federal | im Senat des Nationalkongress vorgestellt am | ernannt von                          | akkreditiert während der Regierung von: | Posten verlassen |
| ------------- | ------------------------------------------ | --- | ----------------------- | -------------------------------------------- | ------------------------------------ | --------------------------------------- | ---------------- |
| 1817          | Rodrigo Navarro de Andrade                 | Geschäftsträger, (* 2. Juli 1765 in Guimarães; † 22. Februar 1839 in Baden) später 1° Barão de Vila Séca                                                             |                         |                                              | Johann VI.                           | Franz II.                               |                  |
| 1820          | Rodrigo Navarro de Andrade                 | außerordentlicher Gesandter und Ministre plénipotentiaire; beantragte bei Leo XII. Dispens für eine Hochzeit von Maria II. mit Michael I.                            |                         |                                              | Johann VI.                           | Franz II.                               |                  |
| 1823          | Antônio Teles da Silva Caminha e Meneses   | außerordentlicher Gesandter und Ministre plénipotentiaire |                         |                                              | Peter I.                             | Franz II.                               |                  |
| 15. Dez. 1906 | Cyro de Azevedo                            | |                         |                                              | Afonso Augusto Moreira Pena          | Franz Joseph I.                         | 1. Apr. 1914     |
| 1. Apr. 1914  | Carlos Martins Pereira e Souza             | Geschäftsträger |                         |                                              | Venceslau Brás Pereira Gomes         | Franz Joseph I.                         | 1. Mai 1914      |
| 1. Mai 1914   | Luiz de Lima e Silva                       | Geschäftsträger |                         |                                              | Venceslau Brás Pereira Gomes         | Franz Joseph I.                         | 29. März 1916    |
| 29. März 1916 | Raul Régis de Oliveira                     | |                         |                                              | Venceslau Brás Pereira Gomes         | Franz Joseph I.                         | 8. Mai 1916      |
| 8. Mai 1916   | Carlos Martins Pereira e Souza             | Geschäftsträger |                         |                                              | Venceslau Brás Pereira Gomes         | Franz Joseph I.                         | 1. Juli 1920     |
| 1920          | Lourival de Guillobel                      | Geschäftsträger |                         |                                              | Epitácio da Silva Pessoa             | Michael Mayr                            |                  |
| 1920          | Antônio José do Amaral Murtinho            | Geschäftsträger |                         |                                              | Epitácio da Silva Pessoa             | Michael Mayr                            |                  |
| 1. Okt. 1920  | Oscar de Teffé                             | |                         |                                              | Epitácio da Silva Pessoa             | Michael Mayr                            | 3. Jan. 1923     |
| 1923          | Carlos Martins Pereira e Souza             | Geschäftsträger |                         |                                              | Artur da Silva Bernardes             | Ignaz Seipel                            |                  |
| 10. März 1923 | Felix de Barros Cavalcanti de Lacerda      | |                         |                                              | Artur da Silva Bernardes             | Ignaz Seipel                            | 1. Jan. 1926     |
| 1926          | Rubens Dunham                              | Geschäftsträger |                         |                                              | Washington Luís Pereira de Sousa     | Ignaz Seipel                            |                  |
| 1926          | Antônio José do Amaral Murtinho            | Geschäftsträger |                         |                                              | Washington Luís Pereira de Sousa     | Ignaz Seipel                            |                  |
| 16. Juni 1926 | Luiz de Lima e Silva                       | |                         |                                              | Washington Luís Pereira de Sousa     | Ignaz Seipel                            | 5. Apr. 1934     |
| 1934          | Carlos Celso de Ouro Preto                 | Geschäftsträger |                         |                                              | Getúlio Vargas                       | Kurt Schuschnigg                        |                  |
| 1934          | Carlos Alves de Souza Filho                | Geschäftsträger |                         |                                              | Getúlio Vargas                       | Kurt Schuschnigg                        |                  |
| 8. Juni 1934  | Samuel de Souza Leão Gracie                | |                         |                                              | Getúlio Vargas                       | Kurt Schuschnigg                        | 13. Apr. 1935    |
| 14. Apr. 1935 | Sem missão diplomática                     | Keine diplomatische Mission |                         |                                              | Getúlio Vargas                       | Kurt Schuschnigg                        | 1947             |
| 19. Apr. 1947 | Abelardo Bueno do Prado                    | |                         |                                              | Eurico Gaspar Dutra                  | Leopold Figl                            | 28. Feb. 1950    |
| 1950          | Sérgio Armando Frazão                      | Geschäftsträger |                         |                                              | Eurico Gaspar Dutra                  | Leopold Figl                            |                  |
| 6. Mai 1950   | Roberto Mendes Gonçalves                   | |                         |                                              | Eurico Gaspar Dutra                  | Leopold Figl                            | 15. Sep. 1953    |
| 1953          | Luiz de Souza Bandeira                     | Geschäftsträger |                         |                                              | Getúlio Vargas                       | Julius Raab                             | 1954             |
| 25. März 1954 | Adolpho Cardoso de Alencastro Guimarães    | trat 1926 in den auswärtigen Dienst, 19. August 1952–20. Jänner 1953: Botschafter in Mexiko-Stadt, 24. Februar 1956–4. Jänner 1960: Botschafter in Rom.              |                         |                                              | João Café Filho                      | Julius Raab                             | 24. Feb. 1956    |
| 1956          | Carlos Sette Gomes Pereira                 | Geschäftsträger |                         |                                              | Juscelino Kubitschek                 | Julius Raab                             |                  |
| 28. Feb. 1956 | Mário Moreiza da Silva                     | |                         |                                              | Juscelino Kubitschek                 | Julius Raab                             | 12. Juli 1958    |
| 1958          | Carlos Sylvestre de Ouro Preto             | Geschäftsträger |                         |                                              | Juscelino Kubitschek                 | Julius Raab                             |                  |
| 1958          | Antônio Roberto de Arruda Botelho          | Geschäftsträger |                         |                                              | Juscelino Kubitschek                 | Julius Raab                             |                  |
| 26. Dez. 1958 | Raul Bopp                                  | |                         |                                              | Juscelino Kubitschek                 | Julius Raab                             | 7. Okt. 1962     |
| 1962          | Carlos Frederico Duarte Gonçalves da Rocha | Geschäftsträger |                         |                                              | João Goulart                         | Alfons Gorbach                          |                  |
| 5. Dez. 1962  | Mario Gibson Alves Barboza                 | |                         |                                              | João Goulart                         | Alfons Gorbach                          | 4. Nov. 1966     |
| 1966          | André Teixeira de Mesquita                 | Geschäftsträger |                         |                                              | Humberto Castelo Branco              | Josef Klaus                             | 1967             |
| 11. Sep. 1967 | Aluysio Guedes Regis Bittencourt           | |                         |                                              | Artur da Costa e Silva               | Josef Klaus                             | 1974             |
| 1969          | Antônio Carlos Diniz de Andrada            | Geschäftsträger |                         |                                              | Emílio Garrastazu Médici             | Josef Klaus                             | 1970             |
| 1. Jan. 1975  | André Teixeira de Mesquita                 | |                         |                                              | Ernesto Geisel                       | Bruno Kreisky                           | 11. Feb. 1975    |
| 12. Feb. 1975 | Paulo Henrique de Paranaguá                | Geschäftsträger |                         |                                              | Ernesto Geisel                       | Bruno Kreisky                           | 13. März 1975    |
| 14. März 1975 | André Teixeira de Mesquita                 | |                         |                                              | Ernesto Geisel                       | Bruno Kreisky                           | 25. Juni 1975    |
| 27. Juni 1975 | Paulo Henrique de Paranaguá                | Geschäftsträger |                         |                                              | Ernesto Geisel                       | Bruno Kreisky                           | 6. Juli 1975     |
| 7. Juli 1975  | André Teixeira de Mesquita                 | |                         |                                              | Ernesto Geisel                       | Bruno Kreisky                           | 28. Sep. 1975    |
| 29. Sep. 1975 | Paulo Henrique de Paranaguá                | Geschäftsträger |                         |                                              | Ernesto Geisel                       | Bruno Kreisky                           | 16. Okt. 1975    |
| 17. Okt. 1975 | Jayro Coelho                               | Geschäftsträger |                         |                                              | Ernesto Geisel                       | Bruno Kreisky                           | 28. Okt. 1975    |
| 29. Okt. 1975 | André Teixeira de Mesquita                 | Mai 1977–15. Dez. 1986: Botschafter in Oslo |                         |                                              | Ernesto Geisel                       | Bruno Kreisky                           | 1976             |
| 21. Juni 1977 | Paulo Cabral de Mello                      | |                         |                                              | Ernesto Geisel                       | Bruno Kreisky                           |                  |
| 1981          | Geraldo Eulálio do Nascimento e Silva      | |                         |                                              | João Baptista de Oliveira Figueiredo | Bruno Kreisky                           | 1984             |
| 15. Okt. 1986 | João Tabajara de Oliveira                  | | MSF 459 de 1986         |                                              |                                      |                                         |                  |
| 1988          | Raul Henrique Castro e Silva de Vincenzi   | |                         |                                              | José Sarney                          | Fred Sinowatz                           |                  |
| 3. Juni 1991  | Thereza Maria Machado Quintella            | | MSF 111 de 1991         |                                              | Fernando Collor de Mello             | Franz Vranitzky                         |                  |
| 28. März 1995 | Affonso Celso de Ouro-Preto                | [ 3 ] | MSF 11 de 1995          | 15. März 1995                                | Fernando Henrique Cardoso            | Franz Vranitzky                         |                  |
| 14. Juni 1995 | Affonso Celso de Ouro-Preto                | zum Botschafter in Ljubljana ernannt. | MSF 120 de 1995         | 22. Mai 1995                                 | Fernando Henrique Cardoso            | Franz Vranitzky                         |                  |
| 22. Mai 1997  | Affonso Celso de Ouro-Preto                | zum Botschafter in Bratislava ernannt. | MSF 54 de 1997          | 9. Mai 1997                                  | Fernando Henrique Cardoso            | Viktor Klima                            |                  |
| 13. Aug. 1997 | Affonso Celso de Ouro-Preto                | zum Botschafter in Zagreb ernannt. | MSF 93 de 1997          | 16. Juli 1997                                | Fernando Henrique Cardoso            | Viktor Klima                            |                  |
| 25. Jan. 1999 | Sergio de Queiroz Duarte                   | | MSF 241 de 1998         | 12. Jan. 1999                                | Fernando Henrique Cardoso            | Viktor Klima                            |                  |
| 14. Okt. 1999 | Sergio de Queiroz Duarte                   | zum Botschafter in Zagreb und Bratislava ernannt. | MSF 76 de 1999          | 21. Sep. 1999                                | Fernando Henrique Cardoso            | Viktor Klima                            |                  |
| 14. Nov. 2001 | Roberto Abdenur                            | [ 8 ] | MSF 233 de 2001         | 7. Nov. 2001                                 | Fernando Henrique Cardoso            | Wolfgang Schüssel                       |                  |
| 28. Mai 2002  | Roberto Abdenur                            | zum Botschafter in Bratislava ernannt. | MSF 75 de 2002          | 8. Mai 2002                                  | Fernando Henrique Cardoso            | Wolfgang Schüssel                       |                  |
| 28. Mai 2002  | Roberto Abdenur                            | zum Botschafter in Zagreb ernannt. | MSF 76 de 2002          | 8. Mai 2002                                  | Fernando Henrique Cardoso            | Wolfgang Schüssel                       |                  |
| 28. Mai 2002  | Roberto Abdenur                            | zum Botschafter in Ljubljana ernannt. | MSF 183 de 2002         | 22. Okt. 2003                                | Fernando Henrique Cardoso            | Wolfgang Schüssel                       |                  |
| 25. Mai 2004  | Celso Marcos Vieira de Souza               | (* 1944 in Rio de Janeiro) Sohn von Mercedes Vieira de Souza und Emilio Lourenco de Souza, 1987–1989: Geschäftsträger in Washington, D.C. 2000: Botschafter in Kairo | MSF 28 de 2004          | 19. Mai 2004                                 | Luiz Inácio Lula da Silva            | Wolfgang Schüssel                       |                  |
| 21. Juni 2004 | Celso Marcos Vieira de Souza               | zum Botschafter in Ljubljana, Bratislava und Zagreb und ernannt. | MSF 38 de 2004          | 8. Juni 2004                                 | Luiz Inácio Lula da Silva            | Wolfgang Schüssel                       |                  |
| 25. Okt. 2007 | Julio Cezar Zelner Gonçalves               | (* 5. September 1948 in Rio de Janeiro) Sohn von Elza Zelner und Antenor G. Gonçalves, 26. August 1994: Geschäftsträger in Den Haag                                  | MSF 117 de 2007         | 16. Okt. 2007                                | Luiz Inácio Lula da Silva            | Alfred Gusenbauer                       |                  |
| 29. Juni 2012 | Evandro de Sampaio Didonet                 | (* 28. Dezember 1958 in Santa Maria RS) 2001–2003: Geschäftsträger in Ottawa, 2003–2007: Geschäftsträger in Washington, D.C.                                         | MSF 10 de 2012          | 16. Mai 2012                                 | Dilma Rousseff                       | Werner Faymann                          |                  |
| 2016          | Ricardo Neiva Tavares                      | | MSF 78 de 2016          | 10. Aug. 2016                                | Michel Temer                         | Christian Kern                          |                  |
| 23. Dez. 2021 | Nelson Antonio Tabajara de Oliveira        | | MSF 59, de 2021         | 15. Dez. 2021                                |                                      |                                         |                  |

Quelle: